# Tournon-Saint-Pierre
Tournon-Saint-Pierre település Franciaországban, Indre-et-Loire megyében. Lakosainak száma 437 fő (2022. január 1.). Tournon-Saint-Pierre Yzeures-sur-Creuse, Néons-sur-Creuse, Tournon-Saint-Martin és Bossay-sur-Claise községekkel határos.

## Népesség
A település népessége az elmúlt években az alábbi módon változott:
| Lakosok száma | 644  | 574  | 593  | 513  | 453  | 451  | 459  | 460  | 459  | 437  |
|               | 1968 | 1982 | 1990 | 2006 | 2013 | 2015 | 2017 | 2019 | 2020 | 2022 |